# Gornja Bitnja
Gornja Bitnja – wieś w Słowenii, w gminie Ilirska Bistrica. W 2018 roku liczyła 53 mieszkańców.